# Las Nieves (Agusan del Norte)
Las Nieves è una municipalità di terza classe delle Filippine, situata nella Provincia di Agusan del Norte, nella Regione di Caraga.
Las Nieves è formata da 20 baranggay:
- Ambacon
- Balungagan
- Bonifacio
- Casiklan
- Consorcia
- Durian
- Eduardo G. Montilla (Camboayon)
- Ibuan
- Katipunan
- Lingayao
- Malicato
- Maningalao
- Marcos Calo
- Mat-i
- Pinana-an
- Poblacion
- Rosario
- San Isidro
- San Roque
- Tinucoran